# 道揚書院
道揚書院（英文：Ling College），是香港中文大學（深圳）的第五所書院，於2022年正式成立。書院以香港中文大學創始人之一、中國現代林學家凌道揚之名命名，並受捐於凌氏後人深圳百合控股集团有限公司董事长凌国强。

## 沿革
2022年7月，深圳百合控股集團向香港中文大學（深圳）捐贈1.5億元（人民幣）支持其發展。港中大（深圳）校長徐揚生隨後在捐贈儀式上宣布，將成立大學第五所書院，並以百合集團董事長凌国强之叔父、崇基學院、聯合書院第2任院長凌道揚之嘉名命名為「道揚書院」。
2022年9月，道揚書院成立典禮举行，龙岗区区长王策飞、百合集团董事长凌国强，港中大（深圳）校长徐扬生以及大学主管人员、各书院捐赠方代表等出席了成立典礼。

## 歷任院長
| 屆次     | 姓名   | 任期                | 参考  |
| -------- | ------ | ------------------- | ----- |
| 代行院長 | 杜子德 | 2022年8月-2023年6月 | [ 4 ] |
| 1        | 吕宗力 | 2023年7月-          | [ 5 ] |

## 校園
- 神仙湖畔望向道揚書院
- 宿舍樓

## 姊妹書院
- 聯合書院[6]